# Großer Auersberg
Großer Auersberg – dawny obszar wolny administracyjnie (gemeindefreies Gebiet) w Niemczech w kraju związkowym Bawaria, w rejencji Dolna Frankonia, w regionie Main-Rhön, w powiecie Bad Kissingen. Teren był niezamieszkany. 1 stycznia 2024 obszar został rozwiązany, 1,90 km² jego powierzchni włączono do gminy Riedenberg, a pozostałe 2,78 km² do gminy targowej Wildflecken.